# Les Enfants du bunker
Les Enfants du bunker est le vingt-deuxième tome de la série Lefranc écrit par Michel Jacquemart et dessiné par Alain Maury, édité en avril 2011 par Casterman.
Ce récit retrace le passé douloureux de Jeanjean.

## Résumé
À la gare de Saint-Malo, Guy Lefranc et le professeur Legall accompagnent le neveu du dernier, Jeanjean qui, avec la troupe de scouts, embarque pour son camp à Croix-Mesnil en Normandie. Ce jeune éclaireur se montre sensible et secret bien qu'il ne se soit pas remis d'un terrible passé…

## Personnages
- Guy Lefranc
- Jeanjean
- Inspecteur Renard
- François, le chef-patrouille des Goélands
- Mary
- Jacques Lemming, Julien Saïmiri, Jérôme Oribis et Gilles Suricate, les amis de Jeanjean
- Général Clermont
- Professeur Legall, l'oncle de Jeanjean
- Les parents de Jeanjean
- Le père de Guy Lefranc

## Développement
André Taymans a aidé le dessinateur Alain Maury à finaliser la couverture de cet album.